# Campeonato Mundial de Constructores de Fórmula 1
| Fórmula 1 Mundial de Pilotos • Mundial de Constructores Grandes Premios • Circuitos • Pilotos • Motores • Reglamentación • Puntuaciones • Neumáticos Historia Antecedentes • 1950-1999 • 2000- Récords • Récords de pilotos |
| Portal:Fórmula 1 |

El Campeonato Mundial de Constructores, llamado en sus inicios Copa Internacional de Fabricantes de F1, es otorgado por la Federación Internacional del Automóvil al constructor de Fórmula 1 más exitoso de la temporada, determinado por el sistema de puntuación de acuerdo con los resultados de los Grandes Premios. El primer Campeonato Mundial de Constructores fue otorgado en la temporada 1958 a Vanwall.
Para propósitos del campeonato, distintas combinaciones de chasis-motor se consideran distinto constructor. Los puntos para el campeonato de constructores se calculan sumando los puntos obtenidos en cada carrera por cualquier piloto de un constructor. Hasta 1979, solamente el piloto que obtenía más puntos en cada carrera para cada constructor contribuía para el campeonato.
Solamente en trece ocasiones el equipo Campeón Mundial de Constructores no ha conseguido también el del Campeonato Mundial de Pilotos en la misma temporada.
En las 67 temporadas que se ha otorgado el campeonato, solamente 15 distintos constructores lo han ganado, siendo Ferrari la más exitosa, con 16 títulos, incluyendo 6 consecutivos de 1999 a 2004.

## Ganadores

### Por temporada
| Año  | Constructor | Motor    | Chasis             | Neu. | Pilotos                                                                           | PP. | Vic. | Pod. | VR. | Pun.  | Mar. |
| ---- | ----------- | -------- | ------------------ | ---- | --------------------------------------------------------------------------------- | --- | ---- | ---- | --- | ----- | ---- |
| 1958 | Vanwall     | Vanwall  | VW 5               | D    | Stirling Moss Tony Brooks                                                         | 5   | 6    | 9    | 3   | 48    | 8    |
| 1959 | Cooper      | Climax   | T51                | D    | Jack Brabham* Stirling Moss Bruce McLaren                                         | 5   | 5    | 13   | 5   | 40    | 8    |
| 1960 | Cooper      | Climax   | T51 T53            | D    | Jack Brabham* Bruce McLaren                                                       | 4   | 6    | 14   | 5   | 48    | 14   |
| 1961 | Ferrari     | Ferrari  | 156                | D    | Phil Hill* Wolfgang von Trips                                                     | 6   | 5    | 14   | 5   | 45    | 10   |
| 1962 | BRM         | BRM      | P57                | D    | Graham Hill*                                                                      | 1   | 4    | 8    | 3   | 42    | 6    |
| 1963 | Lotus       | Climax   | 25                 | D    | Jim Clark*                                                                        | 7   | 7    | 9    | 6   | 54    | 18   |
| 1964 | Ferrari     | Ferrari  | 158                | D    | John Surtees* Lorenzo Bandini                                                     | 2   | 3    | 10   | 2   | 45    | 3    |
| 1965 | Lotus       | Climax   | 33                 | D    | Jim Clark*                                                                        | 6   | 6    | 7    | 6   | 54    | 9    |
| 1966 | Brabham     | Repco    | BT19, BT20         | G    | Jack Brabham*                                                                     | 3   | 4    | 9    | 2   | 42    | 11   |
| 1967 | Brabham     | Repco    | BT20, BT24         | G    | Denny Hulme* Jack Brabham                                                         | 2   | 4    | 14   | 2   | 63    | 19   |
| 1968 | Lotus       | Ford     | 49, 49B            | F    | Graham Hill* Jo Siffert Jim Clark Jackie Oliver                                   | 5   | 5    | 9    | 5   | 62    | 13   |
| 1969 | Matra       | Ford     | MS80               | D    | Jackie Stewart* Jean-Pierre Beltoise                                              | 2   | 6    | 10   | 6   | 66    | 17   |
| 1970 | Lotus       | Ford     | 49C, 72, 72B       | F    | Jochen Rindt* Emerson Fittipaldi Graham Hill John Miles                           | 3   | 6    | 7    | 1   | 59    | 7    |
| 1971 | Tyrrell     | Ford     | 001, 003           | G    | Jackie Stewart* François Cevert                                                   | 6   | 7    | 11   | 4   | 73    | 37   |
| 1972 | Lotus       | Ford     | 72D                | F    | Emerson Fittipaldi*                                                               | 3   | 5    | 8    | 4   | 61    | 10   |
| 1973 | Lotus       | Ford     | 72D                | G    | 1. Emerson Fittipaldi 2. Ronnie Peterson                                          | 10  | 7    | 15   | 7   | 92    | 10   |
| 1974 | McLaren     | Ford     | M23                | G    | 5. Emerson Fittipaldi* 6. Denny Hulme 33. Mike Hailwood                           | 2   | 4    | 10   | 1   | 73    | 8    |
| 1975 | Ferrari     | Ferrari  | 312B3-74, 312T     | G    | 11. Clay Regazzoni 12. Niki Lauda*                                                | 9   | 6    | 11   | 6   | 72,5  | 18,5 |
| 1976 | Ferrari     | Ferrari  | 312T 312T2         | G    | 1. Niki Lauda 2. Clay Regazzoni                                                   | 4   | 6    | 13   | 7   | 83    | 9    |
| 1977 | Ferrari     | Ferrari  | 312T2              | G    | 11. Niki Lauda* 12. Carlos Reutemann                                              | 2   | 4    | 16   | 3   | 95    | 33   |
| 1978 | Lotus       | Ford     | 79                 | G    | 5. Mario Andretti* 6. Ronnie Peterson                                             | 12  | 8    | 14   | 7   | 86    | 28   |
| 1979 | Ferrari     | Ferrari  | 312T3, 312T4       | M    | 11. Jody Scheckter* 12. Gilles Villeneuve                                         | 2   | 6    | 13   | 6   | 113   | 38   |
| 1980 | Williams    | Ford     | FW07, FW07B        | G    | 27. Alan Jones* 28. Carlos Reutemann                                              | 3   | 6    | 18   | 5   | 120   | 54   |
| 1981 | Williams    | Ford     | FW07C              | G    | 1. Alan Jones 2. Carlos Reutemann                                                 | 2   | 4    | 13   | 7   | 95    | 34   |
| 1982 | Ferrari     | Ferrari  | 126C2              | G    | 27. Gilles Villeneuve 28. Didier Pironi (27). Patrick Tambay (28). Mario Andretti | 3   | 3    | 11   | 2   | 74    | 5    |
| 1983 | Ferrari     | Ferrari  | 126C2B 126C3       | G    | 27. Patrick Tambay 28. René Arnoux                                                | 8   | 4    | 12   | 3   | 89    | 10   |
| 1984 | McLaren     | TAG      | MP4/2              | M    | 7. Alain Prost 8. Niki Lauda*                                                     | 3   | 12   | 18   | 8   | 143,5 | 86   |
| 1985 | McLaren     | TAG      | MP4/2B             | G    | 1. Niki Lauda 2. Alain Prost*                                                     | 2   | 6    | 12   | 6   | 90    | 8    |
| 1986 | Williams    | Honda    | FW11               | G    | 5. Nigel Mansell 6. Nelson Piquet                                                 | 4   | 9    | 19   | 11  | 141   | 45   |
| 1987 | Williams    | Honda    | FW11B              | G    | 5. Nigel Mansell 6. Nelson Piquet*                                                | 12  | 9    | 18   | 7   | 137   | 61   |
| 1988 | McLaren     | Honda    | MP4/4              | G    | 11. Alain Prost 12. Ayrton Senna*                                                 | 15  | 15   | 25   | 10  | 199   | 134  |
| 1989 | McLaren     | Honda    | MP4/5              | G    | 1. Ayrton Senna 2. Alain Prost*                                                   | 15  | 10   | 18   | 8   | 141   | 64   |
| 1990 | McLaren     | Honda    | MP4/5B             | G    | 27. Ayrton Senna* 28. Gerhard Berger                                              | 12  | 6    | 18   | 5   | 121   | 11   |
| 1991 | McLaren     | Honda    | MP4/6              | G    | 1. Ayrton Senna* 2. Gerhard Berger                                                | 10  | 8    | 18   | 4   | 139   | 14   |
| 1992 | Williams    | Renault  | FW14B              | G    | 5. Nigel Mansell* 6. Riccardo Patrese                                             | 15  | 10   | 21   | 11  | 164   | 65   |
| 1993 | Williams    | Renault  | FW15C              | G    | 0. Damon Hill 2. Alain Prost*                                                     | 15  | 10   | 22   | 10  | 168   | 84   |
| 1994 | Williams    | Renault  | FW16 FW16B         | G    | 0. Damon Hill 2. Ayrton Senna (2). David Coulthard (2). Nigel Mansell             | 6   | 7    | 13   | 8   | 118   | 15   |
| 1995 | Benetton    | Renault  | B195               | G    | 1. Michael Schumacher* 2. Johnny Herbert                                          | 4   | 11   | 15   | 8   | 137   | 25   |
| 1996 | Williams    | Renault  | FW18               | G    | 5. Damon Hill* 6. Jacques Villeneuve                                              | 12  | 12   | 21   | 11  | 175   | 105  |
| 1997 | Williams    | Renault  | FW19               | G    | 3. Jacques Villeneuve* 4. Heinz-Harald Frentzen                                   | 10  | 8    | 15   | 9   | 123   | 21   |
| 1998 | McLaren     | Mercedes | MP4/13             | B    | 7. David Coulthard 8. Mika Häkkinen*                                              | 12  | 9    | 20   | 9   | 156   | 23   |
| 1999 | Ferrari     | Ferrari  | F399               | B    | 3. Michael Schumacher 4. Eddie Irvine (3). Mika Salo                              | 3   | 6    | 17   | 6   | 128   | 4    |
| 2000 | Ferrari     | Ferrari  | F1-2000            | B    | 3. Michael Schumacher* 4. Rubens Barrichello                                      | 10  | 10   | 21   | 5   | 170   | 18   |
| 2001 | Ferrari     | Ferrari  | F2001              | B    | 1. Michael Schumacher* 2. Rubens Barrichello                                      | 11  | 9    | 24   | 3   | 179   | 77   |
| 2002 | Ferrari     | Ferrari  | F2002              | B    | 1. Michael Schumacher* 2. Rubens Barrichello                                      | 10  | 15   | 27   | 12  | 221   | 129  |
| 2003 | Ferrari     | Ferrari  | F2003-GA           | B    | 1. Michael Schumacher* 2. Rubens Barrichello                                      | 8   | 8    | 16   | 8   | 158   | 14   |
| 2004 | Ferrari     | Ferrari  | F2004              | B    | 1. Michael Schumacher* 2. Rubens Barrichello                                      | 12  | 15   | 29   | 14  | 262   | 143  |
| 2005 | Renault     | Renault  | R25                | M    | 5. Fernando Alonso* 6. Giancarlo Fisichella                                       | 7   | 8    | 18   | 3   | 191   | 9    |
| 2006 | Renault     | Renault  | R26                | M    | 1. Fernando Alonso* 2. Giancarlo Fisichella                                       | 7   | 8    | 19   | 5   | 206   | 5    |
| 2007 | Ferrari     | Ferrari  | F2007              | B    | 5. Felipe Massa 6. Kimi Räikkönen*                                                | 9   | 9    | 22   | 12  | 204   | 103  |
| 2008 | Ferrari     | Ferrari  | F2008              | B    | 1. Kimi Räikkönen 2. Felipe Massa                                                 | 8   | 8    | 19   | 13  | 172   | 21   |
| 2009 | Brawn       | Mercedes | BGP 001            | B    | 22. Jenson Button* 23. Rubens Barrichello                                         | 5   | 8    | 15   | 4   | 172   | 18,5 |
| 2010 | Red Bull    | Renault  | RB6                | B    | 5. Sebastian Vettel* 6. Mark Webber                                               | 15  | 9    | 20   | 5   | 498   | 44   |
| 2011 | Red Bull    | Renault  | RB7                | P    | 1. Sebastian Vettel* 2. Mark Webber                                               | 18  | 12   | 27   | 10  | 650   | 153  |
| 2012 | Red Bull    | Renault  | RB8                | P    | 1. Sebastian Vettel* 2. Mark Webber                                               | 8   | 7    | 14   | 7   | 460   | 60   |
| 2013 | Red Bull    | Renault  | RB9                | P    | 1. Sebastian Vettel* 2. Mark Webber                                               | 11  | 13   | 24   | 12  | 596   | 236  |
| 2014 | Mercedes    | Mercedes | W05 Hybrid         | P    | 6. Nico Rosberg 44. Lewis Hamilton*                                               | 18  | 16   | 31   | 12  | 701   | 296  |
| 2015 | Mercedes    | Mercedes | W06 Hybrid         | P    | 6. Nico Rosberg 44. Lewis Hamilton*                                               | 18  | 16   | 28   | 13  | 703   | 275  |
| 2016 | Mercedes    | Mercedes | W07 Hybrid         | P    | 6. Nico Rosberg* 44. Lewis Hamilton                                               | 20  | 19   | 33   | 11  | 765   | 297  |
| 2017 | Mercedes    | Mercedes | W08 EQ Power+      | P    | 44. Lewis Hamilton* 77. Valtteri Bottas                                           | 15  | 12   | 26   | 9   | 668   | 146  |
| 2018 | Mercedes    | Mercedes | W09 EQ Power+      | P    | 44. Lewis Hamilton* 77. Valtteri Bottas                                           | 13  | 11   | 25   | 10  | 655   | 84   |
| 2019 | Mercedes    | Mercedes | W10 EQ Power+      | P    | 44. Lewis Hamilton* 77. Valtteri Bottas                                           | 10  | 15   | 32   | 9   | 739   | 235  |
| 2020 | Mercedes    | Mercedes | W11 EQ Performance | P    | 44. Lewis Hamilton* 77. Valtteri Bottas (63). George Russell                      | 15  | 13   | 25   | 9   | 573   | 254  |
| 2021 | Mercedes    | Mercedes | W11 EQ Performance | P    | 44. Lewis Hamilton 77. Valtteri Bottas                                            | 9   | 9    | 28   | 10  | 613.5 | 28   |
| 2022 | Red Bull    | RBPT     | RB18               | P    | 1. Max Verstappen* 11. Sergio Pérez                                               | 8   | 17   | 28   | 8   | 759   | 205  |
| 2023 | Red Bull    | RBPT     | RB19               | P    | 1. Max Verstappen* 11. Sergio Pérez                                               | 14  | 21   | 30   | 11  | 860   | 451  |
| 2024 | McLaren     | Mercedes | MCL38              | P    | 4. Lando Norris 81. Oscar Piastri                                                 | 8   | 6    | 21   | 7   | 666   | 14   |

### Por constructor
| N.º | Constructor | Total | Temporadas                                                                                     |
| --- | ----------- | ----- | ---------------------------------------------------------------------------------------------- |
| 1   | Ferrari     | 16    | 1961, 1964, 1975, 1976, 1977, 1979, 1982, 1983, 1999, 2000, 2001, 2002, 2003, 2004, 2007, 2008 |
| 2   | Williams    | 9     | 1980, 1981, 1986, 1987, 1992, 1993, 1994, 1996, 1997                                           |
| 2   | McLaren     | 9     | 1974, 1984, 1985, 1988, 1989, 1990, 1991, 1998, 2024                                           |
| 4   | Mercedes    | 8     | 2014, 2015, 2016, 2017, 2018, 2019, 2020, 2021                                                 |
| 5   | Lotus       | 7     | 1963, 1965, 1968, 1970, 1972, 1973, 1978                                                       |
| 6   | Red Bull    | 6     | 2010, 2011, 2012, 2013, 2022, 2023                                                             |
| 7   | Cooper      | 2     | 1959, 1960                                                                                     |
| 7   | Brabham     | 2     | 1966, 1967                                                                                     |
| 7   | Renault     | 2     | 2005, 2006                                                                                     |
| 10  | Vanwall     | 1     | 1958                                                                                           |
| 10  | BRM         | 1     | 1962                                                                                           |
| 10  | Matra       | 1     | 1969                                                                                           |
| 10  | Tyrrell     | 1     | 1971                                                                                           |
| 10  | Benetton    | 1     | 1995                                                                                           |
| 10  | Brawn       | 1     | 2009                                                                                           |

### Por motorista
| Motor         | Total | Años                                                                                           |
| ------------- | ----- | ---------------------------------------------------------------------------------------------- |
| Ferrari       | 16    | 1961, 1964, 1975, 1976, 1977, 1979, 1982, 1983, 1999, 2000, 2001, 2002, 2003, 2004, 2007, 2008 |
| Renault       | 12    | 1992, 1993, 1994, 1995, 1996, 1997, 2005, 2006, 2010, 2011, 2012, 2013                         |
| Mercedes      | 11    | 1998, 2009, 2014, 2015, 2016, 2017, 2018, 2019, 2020, 2021, 2024                               |
| Ford-Cosworth | 10    | 1968, 1969, 1970, 1971, 1972, 1973, 1974, 1978, 1980, 1981                                     |
| Honda         | 6     | 1986, 1987, 1988, 1989, 1990, 1991                                                             |
| Climax        | 4     | 1959, 1960, 1963, 1965                                                                         |
| Repco         | 2     | 1966, 1967                                                                                     |
| TAG           | 2     | 1984, 1985                                                                                     |
| RBPT          | 2     | 2022, 2023                                                                                     |
| Vanwall       | 1     | 1958                                                                                           |
| BRM           | 1     | 1962                                                                                           |

### Por nacionalidad
| País        | Constructores | Total |
| ----------- | ------------- | ----- |
| Reino Unido | 10            | 35    |
| Francia     | 2             | 3     |
| Italia      | 1             | 16    |
| Alemania    | 1             | 10    |
| Austria     | 1             | 6     |

### Por proveedor de neumáticos
| N.º | Neumático     | Títulos | Temporadas |
| --- | ------------- | ------- | --- |
| 1   | G Goodyear    | 26      | 1966, 1967, 1971, 1973, 1974, 1975, 1976, 1977, 1978, 1980, 1981, 1982, 1983, 1985, 1986, 1987, 1988, 1989, 1990, 1991, 1992, 1993, 1994, 1995, 1996, 1997 |
| 2   | P Pirelli     | 14      | 2011, 2012, 2013, 2014, 2015, 2016, 2017, 2018, 2019, 2020, 2021, 2022, 2023, 2024                                                                         |
| 3   | B Bridgestone | 11      | 1998, 1999, 2000, 2001, 2002, 2003, 2004, 2007, 2008, 2009, 2010                                                                                           |
| 4   | D Dunlop      | 9       | 1958, 1959, 1960, 1961, 1962, 1963, 1964, 1965, 1969 |
| 5   | M Michelin    | 4       | 1979, 1984, 2005, 2006 |
| 6   | F Firestone   | 3       | 1968, 1970, 1972 |

### Récords
- Constructor con más campeonatos: Ferrari - 16 (1961, 1964, 1975-1977, 1979, 1982-1983, 1999-2004, 2007, 2008)
- Constructor con más campeonatos consecutivos: Mercedes - 8 (2014-2021)
- Proveedor de motores con más campeonatos: Ferrari - 16 (1961, 1964, 1975-1977, 1979, 1982-1983, 1999-2004, 2007, 2008)
- Proveedor de motores con más campeonatos consecutivos: Mercedes - 8 (2014-2021)
- Proveedor de neumáticos con más campeonatos: Goodyear - 26 (1966-1967, 1971, 1973-1978, 1980-1983, 1985-1997)